# Broadwell (Illinois)
Broadwell – wieś w Stanach Zjednoczonych, w stanie Illinois, w hrabstwie Logan.